# Mistrovství světa ve vodním pólu

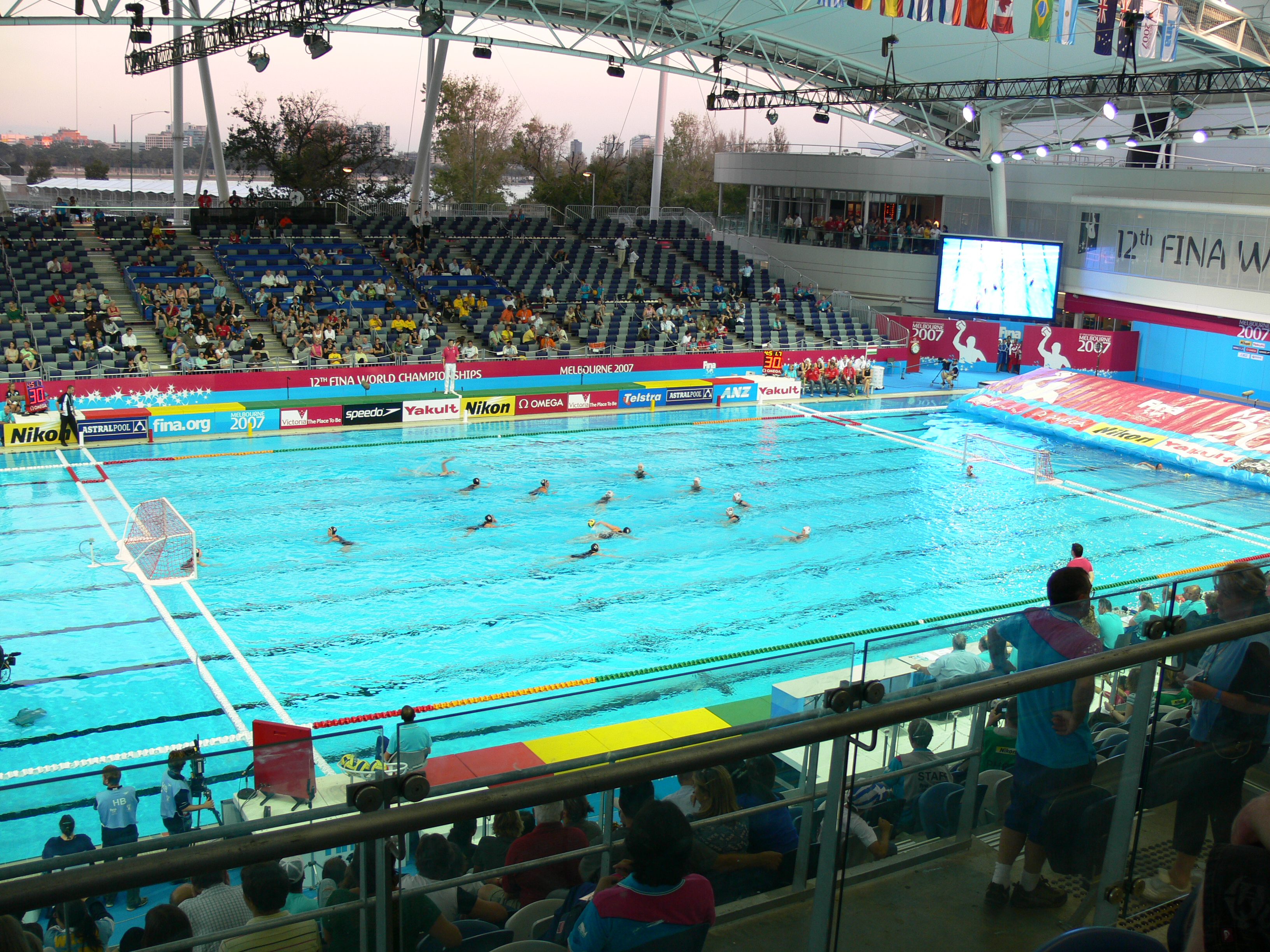
Vodní pólo žen na MS 2007 v Melbourne

Mistrovství světa ve vodním pólu je nejvyšší mezinárodní soutěž ve vodním pólu, kterou řídí Mezinárodní plavecká federace (FINA). Její historie sahá do roku 1973, kdy se konaly první mistrovství světa mužů. Ženský turnaj se po poprvé konal v roce 1986 na 5. mistrovství světa. Spolu s ostatními plaveckými sporty (plavání, skoky do vody, synchronizované plavání a dálkové plavání) jsou součástí Mistrovství světa v plavání. Od roku 2001 se konají každé 2 roky.

## Mužské turnaje

### Seznam
| 1973 | Bělehrad (Jugoslávie)         | 16 | Maďarsko            | Sovětský svaz       | Jugoslávie          |
| 1975 | Cali (Kolumbie)               | 16 | Sovětský svaz       | Maďarsko            | Itálie              |
| 1978 | Západní Berlín (NSR)          | 16 | Itálie              | Maďarsko            | Jugoslávie          |
| 1982 | Guayaquil (Ekvádor)           | 16 | Sovětský svaz       | Maďarsko            | Západní Německo     |
| 1986 | Madrid (Španělsko)            | 15 | Jugoslávie          | Itálie              | Sovětský svaz       |
| 1991 | Perth (Austrálie)             | 16 | Jugoslávie          | Španělsko           | Maďarsko            |
| 1994 | Řím (Itálie)                  | 16 | Itálie              | Španělsko           | Rusko               |
| 1998 | Perth (Austrálie)             | 16 | Španělsko           | Maďarsko            | Srbsko a Černá Hora |
| 2001 | Fukuoka (Japonsko)            | 16 | Španělsko           | Srbsko a Černá Hora | Rusko               |
| 2003 | Barcelona (Španělsko)         | 16 | Maďarsko            | Itálie              | Srbsko a Černá Hora |
| 2005 | Montreal (Kanada)             | 16 | Srbsko a Černá Hora | Maďarsko            | Řecko               |
| 2007 | Melbourne (Austrálie)         | 16 | Chorvatsko          | Maďarsko            | Španělsko           |
| 2009 | Řím (Itálie)                  | 16 | Srbsko              | Španělsko           | Chorvatsko          |
| 2011 | Šanghaj (Čína)                | 16 | Itálie              | Srbsko              | Chorvatsko          |
| 2013 | Barcelona (Španělsko)         | 16 | Maďarsko            | Černá Hora          | Chorvatsko          |
| 2015 | Kazaň (Rusko)                 | 16 | Srbsko              | Chorvatsko          | Řecko               |
| 2017 | Budapešť (Maďarsko)           | 16 | Chorvatsko          | Maďarsko            | Srbsko              |
| 2019 | Kwangdžu (Korejská republika) |    |                     |                     |                     |
| 2021 | Fukuoka (Japonsko)            |    |                     |                     |                     |

### Medailové bilance družstev
| Poř. | Země                 | Zlato                | Stříbro                                      | Bronz                | Medaile |
| ---- | -------------------- | -------------------- | -------------------------------------------- | -------------------- | ------- |
| 1.   | Maďarsko             | 3 (1973, 2003, 2013) | 7 (1975, 1978, 1982, 1998, 2005, 2007, 2017) | 1 (1991)             | 11      |
| 2.   | Itálie               | 3 (1978, 1994, 2011) | 2 (1986, 2003)                               | 1 (1975)             | 6       |
| 3.   | Španělsko            | 2 (1998,2001         | 3 ( 1991,1994,2009)                          | 1 (2007)             | 6       |
| 4.   | Sovětský svaz/ Rusko | 2 (1975,1982 )       | 1 (1973)                                     | 3 (1986, 1994, 2001) | 6       |
| 5.   | Chorvatsko           | 2 (2007, 2017)       | 1 (2015)                                     | 3 (2009, 2011, 2013) | 6       |
| 6.   | Srbsko               | 2 (2009, 2015)       | 1 (2011 )                                    | 1 (2017)             | 4       |
| 7.   | Jugoslávie           | 2 (1986, 1991)       | 0                                            | 2 (1973, 1978)       | 4       |
| 8.   | Srbsko a Černá Hora  | 1 (2005)             | 1 (2001)                                     | 2 (1998, 2003)       | 4       |
| 7.   | Černá Hora           | 0                    | 1 (2013)                                     | 0                    | 1       |
| 8.   | Řecko                | 0                    | 0                                            | 2 (2005, 2015)       | 2       |
| 9.   | Západní Německo      | 0                    | 0                                            | 1 (1982)             | 1       |

## Ženské turnaje

### Seznam
| 1986 | Madrid (Španělsko)            | 9  | Austrálie     | Nizozemsko    | Spojené státy |
| 1991 | Perth (Austrálie)             | 9  | Nizozemsko    | Kanada        | Spojené státy |
| 1994 | Řím (Itálie)                  | 12 | Maďarsko      | Nizozemsko    | Itálie        |
| 1998 | Perth (Austrálie)             | 12 | Itálie        | Nizozemsko    | Austrálie     |
| 2001 | Fukuoka (Japonsko)            | 12 | Itálie        | Maďarsko      | Kanada        |
| 2003 | Barcelona (Španělsko)         | 16 | Spojené státy | Itálie        | Rusko         |
| 2005 | Montreal (Kanada)             | 16 | Maďarsko      | Spojené státy | Kanada        |
| 2007 | Melbourne (Austrálie)         | 16 | Spojené státy | Austrálie     | Rusko         |
| 2009 | Řím (Itálie)                  | 16 | Spojené státy | Kanada        | Rusko         |
| 2011 | Šanghaj (Čína)                | 16 | Řecko         | Čína          | Rusko         |
| 2013 | Barcelona (Španělsko)         | 16 | Španělsko     | Austrálie     | Maďarsko      |
| 2015 | Kazaň (Rusko)                 | 16 | Spojené státy | Nizozemsko    | Itálie        |
| 2017 | Budapešť (Maďarsko)           | 16 | Spojené státy | Španělsko     | Rusko         |
| 2019 | Kwangdžu (Korejská republika) |    |               |               |               |
| 2021 | Fukuoka (Japonsko)            |    |               |               |               |

### Medailové bilance družstev
| Poř. | Družstvo      | Zlato                            | Stříbro                     | Bronz                            | Medaile |
| ---- | ------------- | -------------------------------- | --------------------------- | -------------------------------- | ------- |
| 1.   | Spojené státy | 5 (2003, 2007, 2009, 2015, 2017) | 1 (2005)                    | 2 (1986, 1991)                   | 8       |
| 2.   | Itálie        | 2 (1998, 2001)                   | 1 (2003)                    | 2 (1994, 2015)                   | 5       |
| 3.   | Maďarsko      | 2 (1994, 2005)                   | 1 (2001)                    | 1 (2013)                         | 4       |
| 4.   | Nizozemsko    | 1 (1991)                         | 4 (1986 , 1994, 1998, 2015) | 0                                | 5       |
| 5.   | Austrálie     | 1 (1986)                         | 2 (2007 , 2013)             | 1 (1998)                         | 4       |
| 6.   | Španělsko     | 1 (2013)                         | 1 (2017)                    | 0                                | 2       |
| 7.   | Řecko         | 1 (2011)                         | 0                           | 0                                | 1       |
| 8.   | Kanada        | 0                                | 2 (1991, 2009)              | 2 (2001, 2005)                   | 4       |
| 9.   | Čína          | 0                                | 1 (2011)                    | 0                                | 1       |
| 10.  | Rusko         | 0                                | 0                           | 5 (2003, 2007, 2009, 2011, 2017) | 5       |